# Horst-Görtz-Institut für Sicherheit in der Informationstechnik
| Horst-Görtz-Institut für IT-Sicherheit | Horst-Görtz-Institut für IT-Sicherheit                                                                |
| -------------------------------------- | --- |
| Sprecher                               | Ghassan Karame                                                                                        |
| Universität:                           | Ruhr-Universität Bochum                                                                               |
| Gründungsjahr:                         | 2002                                                                                                  |
| Ort:                                   | Bochum (Nordrhein-Westfalen)                                                                          |
| Studiengänge:                          | 4 |
| beteiligte Fachgebiete:                | Elektro- und Informationstechnik, Mathematik und Informatik, Geistes- und Gesellschaftswissenschaften |
| Mitarbeiter:                           | ca. 200                                                                                               |
| Anschrift:                             | Gebäude MC 0/75 Universitätsstrasse 150 44801 Bochum                                                  |
| Website:                               | www.hgi.rub.de                                                                                        |

Das Horst-Görtz-Institut für IT-Sicherheit (HGI) wurde 2002 an der Ruhr-Universität Bochum (RUB) gegründet, um den Defiziten in der IT-Sicherheitsforschung zu begegnen. Seinen Namen erhielt das Institut als Dank für eine weitreichende Spende der Horst-Görtz-Stiftung.
Mit mehr als 200 Wissenschaftlern aus der Elektro- und Informationstechnik, der Mathematik und Informatik sowie den Geistes- und Gesellschaftswissenschaften ist das HGI heute eine der europaweit großen und renommierten Hochschuleinrichtungen im Bereich IT-Sicherheit. Zudem machen ca. 1000 Studierende das Institut zur größten Ausbildungsstätte für IT-Sicherheit in Europa.

## Struktur des HGI
Das HGI wird von einem Vorstand geleitet, dem Professoren, (wissenschaftliche) Mitarbeiter und Studierendenvertreter angehören. Daneben gibt es einen Beirat und ein Kuratorium. Seit 2021 ist das HGI an der neu gegründeten Fakultät für Informatik der RUB ansässig.

## Forschung am Institut
Als Research Department der Ruhr-Universität Bochum leistet das HGI interdisziplinäre Forschung auf nationaler wie internationaler Ebene. Am Institut werden nahezu alle Aspekte der IT-Sicherheit abgedeckt – von Grundlagenforschung der Kryptographie über Internetsicherheit bis hin zu Sicherheit für das Internet der Dinge, Benutzerfreundlichkeit und Datenschutz. Die am Institut angesiedelten Graduiertenkollegs verfolgen ebenfalls einen dezidiert interdisziplinären Ansatz.
Darüber hinaus war das HGI federführend an der Konzeption des Centers for Advanced Internet Studies (CAIS) beteiligt. Das CAIS wurde 2017 mit Sitz in Bochum gegründet, um die sozialen, wirtschaftlichen, rechtlichen, politischen und technischen Aspekte der Digitalisierung interdisziplinär zu erforschen.
Das Instituts konnte seit der Gründung eine Vielzahl an Wissenschaftspreisen und Förderprogrammen erringen, mit denen die Forschung am HGI ausgezeichnet wurde, darunter auch drei der hoch kompetitiven Förderungen des European Research Councils (ERC Grants).
Zudem ist das HGI Gründungsmitglied von ECRYPT-NET, einem europäischen Netzwerk im Bereich Kryptographie.

## Studium
In der IT-Sicherheits-Ausbildung hat die RUB bereits frühzeitig Pionierarbeit geleistet. Heute ist das HGI mit rund 1000 Studierenden einer der größten Ausbildungseinrichtungen für IT-Sicherheit in Europa. Das Studienangebot umfasst einen Bachelor-Studiengang sowie drei Master-Studiengänge, in denen die Wissenschaftler des HGI unterrichten:
- Bachelorstudiengang IT-Sicherheit
- Masterstudiengang IT-Sicherheit/Informationstechnik
- Masterstudiengang IT-Sicherheit/Netze und Systeme
- Berufsbegleitender Masterfernstudiengang „Applied IT Security“ in Zusammenarbeit mit der International School of IT Security – isits AG.[5]

## Exzellenzcluster CASA - Cyber-Sicherheit im Zeitalter großskaliger Angreifer
Seit 2019 ist das Exzellenzcluster CASA - Cyber-Sicherheit im Zeitalter großskaliger Angreifer am HGI beheimatet. Es wird von der Deutschen Forschungsgemeinschaft (DFG) im Rahmen der Exzellenzinitiative mit rund 30 Millionen Euro für zunächst 7 Jahre gefördert.
Im Exzellenzcluster erforschen Wissenschaftler und Wissenschaftlerinnen aus diversen Disziplinen der IT-Sicherheit Maßnahmen gegen Angriffe von groß-skaligen Angreifern. Neben technischen Fragen stehen dabei auch psychologische Faktoren der IT-Sicherheit im Fokus der Forschung. 

## Praxistransfer und Vernetzung
Neben Forschung und Studium ist der Transfer wissenschaftlicher Ergebnisse in die Praxis und die Vernetzung mit relevanten Akteuren die dritte Säule, auf der das Institut ruht. Weltweit ist das HGI mit mehr als 130 Partnern vernetzt – von Behörden über spezialisierte Unternehmen und Forschungseinrichtungen bis hin zu Global Playern. Auf lokaler Ebene koordiniert das HGI seit 2012 zudem das IT-Sicherheitsnetzwerk nrw.unITS, das den Austausch der IT-Sicherheits-Akteure in NRW fördert. Die Mitgliedschaft bei nrw.unITS ist kostenfrei.

### Start-up Gründung und Förderung
Seit der Gründung sind 16 Start-ups entstanden. Dabei wurden die Start-ups der ersten Generation – zynamics, escrypt, Sirrix und isits – durch die Großunternehmen Google, Bosch, Rohde & Schwarz und dem TÜV Rheinland übernommen.
Im Projekt Cube 5 – Creating Security, das vom Bundesministerium für Bildung und Forschung gefördert wird, unterstützt das HGI Studierende und junge Gründer aktiv beim Firmenaufbau und der Entwicklung ihrer Produkte oder Dienstleistungen bis hin zur Marktreife. Spezifische Veranstaltungen, wie der ITS.Pitch, bringen Start-ups der Branche mit Investoren zusammen.